# Курсан (кантон)
Курса́н (фр. Coursan) — кантон во Франции, находится в регионе Лангедок — Руссильон, департамент Од. Входит в состав округа Нарбонна.
Код INSEE кантона — 1114. Всего в кантон Курсан входят 7 коммун, из них главной коммуной является Курсан.

## Коммуны кантона
| Коммуна     | Население, чел. (1999) | Почтовый индекс | Код INSEE |
| ----------- | ---------------------- | --------------- | --------- |
| Армиссан    | 1 211                  | 11110           | 11014     |
| Винассан    | 2 004                  | 11110           | 11441     |
| Грюиссан    | 3 061                  | 11430           | 11170     |
| Курсан      | 6 121                  | 11110           | 11106     |
| Кюксак-д’Од | 4 272                  | 11590           | 11116     |
| Саль-д’Од   | 1 902                  | 11110           | 11370     |
| Флёри       | 2 547                  | 11560           | 11145     |

## Население
Население кантона на 1999 год составляло 20 238 человек.
| 1962   | 1968   | 1975   | 1982   | 1990   | 1999   | 2006 | 2007 |
| ------ | ------ | ------ | ------ | ------ | ------ | ---- | ---- |
| 11 174 | 11 834 | 11 930 | 14 081 | 17 958 | 20 238 | -    | -    |